# آرامگاه سردابه
آرامگاه سردابه مربوط به سدهٔ ۷ و ۸ ه.ق است و در شهرستان بجنورد، بخش مرکزی، دهستان آلاداغ، روستای حصار حسینی واقع شده و این اثر در تاریخ ۶ اسفند ۱۳۸۵ با شمارهٔ ثبت ۱۷۳۸۵ به‌عنوان یکی از آثار ملی ایران به ثبت رسیده است.